# Rick Scott
Rick Scott (Bloomington, 1952. december 1. –) amerikai politikus, floridai kormányzó (2011–2019) és szenátor (2019–). A Republikánus Párt tagja.

## Pályafutása
1970-ben Kansas Cityben végezte el a középiskolát. Ezután a Missouri Egyetemen kapott alapdiplomát menedzsment szakon, 1975-ben, majd 1978-ban jogi végzettséget szerzett a Southern Methodist Universityn. 1971-től 1974-ig a haditengerészetnél szolgált. 1978-ban ügyvédi szakvizsgát tett, és Dallasban praktizált. A Texas Rangers baseballcsapat társtulajdonosa. Az 1990-es években a Columbia/HCA vezérigazgatója volt, mikor a cég több száz millió dollárnyi pénzt csalt el. Sikeres üzletemberként tevékenykedett, majd 2011-től 2018-ig Florida kormányzója volt. 2018-ban megválasztották a washingtoni szenátusba, ahol 2019. január 3. óta képviseli államát. Mandátuma 2025. január 3-án jár le.